# Sybil Smolowa

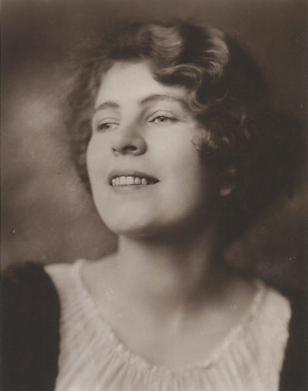
Sybil Smolowa, Fotografie von Alexander Binder

Sybil Smolowa bzw. Sibyl Smolová (eigentlich Anna Marie Josefa Smolová; * 17. September 1886 in Chlumetz an der Cidlina, Österreich-Ungarn; † 6. Juli 1972 in Prag, Tschechoslowakei) war eine österreichisch-tschechische Theater- und Filmschauspielerin. 

## Leben und Wirken

Sybil Smolowa, Fotografie von Alexander Binder

Die Tochter des Gastwirts Benjamin Smola und seiner Frau Anna, geb. Jarkovská, wuchs in der kleinen Gemeinde Val im Vorland des Adlergebirges auf. Sie studierte Bildende Kunst in Dresden und Wien und nahm Schauspielunterricht bei Karel Želenský. 1910 trat sie – damals noch als Anneta Smolová – bei literarischen Abenden im Umfeld der Moderní revue in Prag auf und erregte dabei auch die Aufmerksamkeit Franz Kafkas und Max Brods, die sie „für eine besonders große Begabung“ hielten. Der tschechische Schriftsteller Miloš Marten widmete ihr zwei Werke und schlug ihr den Künstlernamen Sibyl vor. Über Vermittlung des Dramatikers František Zavřel erhielt Smolowa bald darauf ein Engagement bei Max Reinhardt in Berlin, wo sie erneut das Interesse maßgeblicher Persönlichkeiten der Künstlerszene auf sich zog. Alfred Kerr schilderte seine von Edgar Varèse vermittelte Begegnung mit ihr in der Zeitschrift Pan. Klabund widmete ihr zwei Gedichte sowie seine Erzählung Die Krankheit, deren Hauptperson, die fiktive Schauspielerin Sybil Lindquist, wahrscheinlich eine Huldigung ist.
Spätestens ab 1913 war Sybil Smolowa am Berliner Lessing-Theater engagiert. Nachdem sie in einer Aufführung von Peer Gynt die Solveig gespielt hatte, wurde sie für die weibliche Hauptrolle in Kurt Matulls Science-Fiction-Film Der Schienenweg unterm Ozean verpflichtet. Von nun an fand die weißblonde Künstlerin ihre Hauptbetätigung beim Stummfilm, wo sie am liebsten „starke dramatische, sehr phantastische Frauen- und Mädchenrollen“ (Die Frau im Film, S. 22) verkörperte. Meist filmte sie im Deutschen Reich, sporadisch aber auch in Schweden (Vägen utför und I mörkrets bojor) und Ungarn (Hétszáz éves szerelem).
Ab Mitte der 1920er-Jahre wurde es ruhiger um die Tschechin, die den Schwerpunkt ihrer künstlerischen Aktivitäten nun wieder auf die Bühne verlegte (u. a. Deutsches Theater Berlin, Renaissance-Theater, Theater in der Klosterstraße). Auch nach der NS-Machtergreifung blieb sie in der deutschen Hauptstadt und wirkte noch in zwei Filmen Frank Wysbars mit (Anna und Elisabeth und Fährmann Maria). Im Dezember 1934 war sie zudem in einer Live-Lesung im Radio mit Kriminalstücken zu hören. Nachdem 1943 bei einem Luftangriff ihre Berliner Wohnung ausgebombt worden war, kehrte sie in ihre Heimat zurück und ging zunächst nach Prag. Nach Kriegsende übersiedelte sie wieder nach Val, wo sie sich der örtlichen Laientheatergruppe annahm. Ihre letzten Lebensjahre verbrachte Sybil Smolowa bei ihrer Nichte in Prag. Sie starb 1972 in der Psychiatrischen Klinik Bohnice und wurde im Krematorium Strašnice feuerbestattet.
Der Theaterschauspieler und -regisseur Benjamin Smola war Sybil Smolowas Bruder.

## Filmografie
- 1914: Der Schienenweg unterm Ozean
- 1915: Seelen, die sich nachts begegnen
- 1915: Der Herr Baron
- 1915: Der Zeitungsriese
- 1916: Werner Krafft
- 1916: Das Stärkste ist die Liebe
- 1916: Nacht und Morgen
- 1916: Das Geschenk der Norne
- 1916: Vägen utför
- 1916: Flamme des Lebens
- 1916: Frau Lotte
- 1917: Traum des Lebens
- 1917: I mörkrets bojor
- 1917: Die Bronzeschale
- 1917: Eine Perle auf dunklem Grunde
- 1917: Der Sonne entgegen
- 1917: Träume des Lebens
- 1918: Nora Hilger
- 1918: Gefallene Blätter
- 1918: Wege, die zur Liebe führen
- 1918: Fata Morgana
- 1918: Fiaker Nr. 101
- 1919: Hiob
- 1919: Das Geheimnis der alten Truhe
- 1919: Der Fall Tolstikoff
- 1919: Das Gelübde der Keuschheit
- 1919: Die Leibeigene
- 1919: Herbststürme
- 1919: Im Schatten des Glücks
- 1919: Die Totenmaske
- 1920: Das schwarze Amulett
- 1920: Der Abenteurer von Paris
- 1920: Die Geheimnisse von New York
- 1920: Florentinische Nächte
- 1920: Moderne Sklaven
- 1920: Paladin und Kindesraub
- 1920: Eine mysteriöse Ehe
- 1921: Hétszáz éves szerelem
- 1921: Die beiden Ehen des Edgar Hallinger
- 1921: Die Tragödie des Professor Dellon
- 1921: Kinder der Finsternis, 1. Teil: Der Mann aus Neapel
- 1922: Kinder der Finsternis, 2. Teil: Kämpfende Welten
- 1922: Die lebende Mumie
- 1924: Gott, Mensch und Teufel
- 1933: Anna und Elisabeth
- 1936: Fährmann Maria